# Johan Zuidema

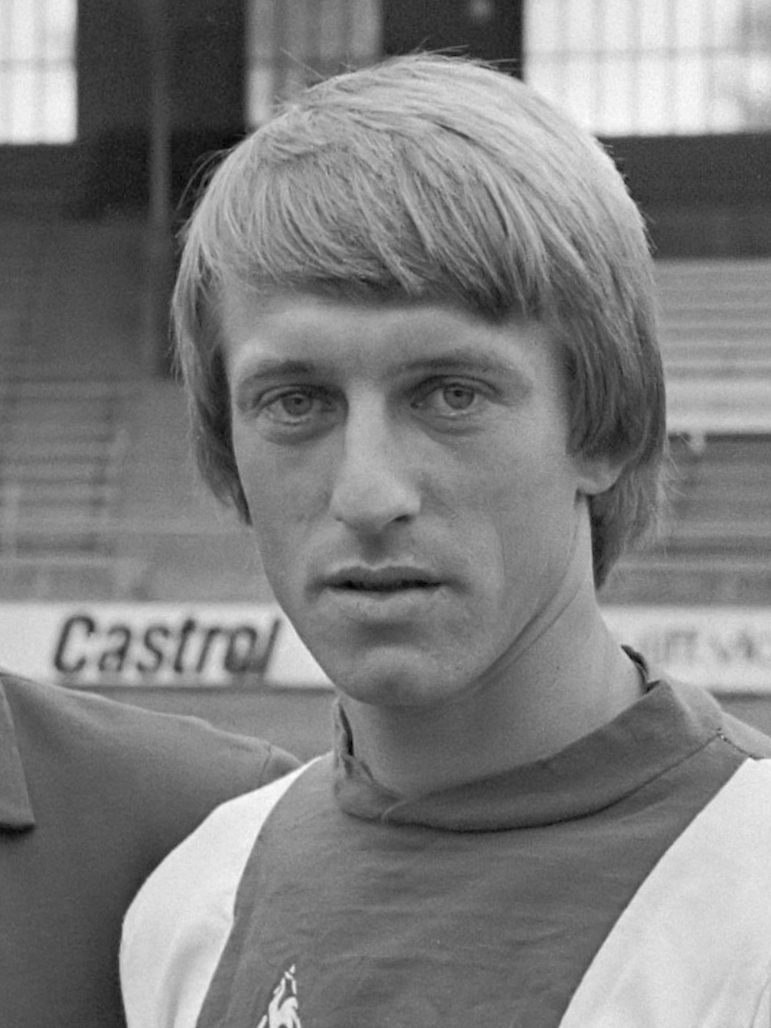
Johan Zuidema (1976)

Johannes (Johan) Zuidema (Zwaagwesteinde, 21 september 1948) is een Nederlands voormalig voetballer.
Zuidema speelde bij VV Zwaagwesteinde, SC Cambuur, FC Twente, N.E.C. en Ajax. Hij speelde in 1975 twee keer in het Nederlands elftal. Bij SC Cambuur werd Johan Zuidema in het seizoen 1972/1973 topscorer van de Eerste Divisie met 25 doelpunten. Bij FC Twente was hij vervolgens tweemaal topscorer. Bovendien scoorde hij tegen Juventus in de halve finale van het UEFA-Cup-toernooi in 1975. Dat jaar werd hij ook topscorer in het Nederlandse bekertoernooi. Zuidema moest zijn carrière vroegtijdig beëindigen vanwege knieproblemen.

## Clubstatistieken
| Seizoen | Club       | Duels | Goals | Competitie     |
| ------- | ---------- | ----- | ----- | -------------- |
| 1969/70 | SC Cambuur | 31    | 7     | Eerste Divisie |
| 1970/71 | SC Cambuur | 10    | 2     | Eerste Divisie |
| 1971/72 | SC Cambuur | 34    | 10    | Eerste Divisie |
| 1972/73 | SC Cambuur | ?     | 25    | Eerste Divisie |
| 1973/74 | FC Twente  | 32    | 13    | Eredivisie     |
| 1974/75 | FC Twente  | 32    | 10    | Eredivisie     |
| 1975/76 | NEC        | 32    | 3     | Eredivisie     |
| 1976/77 | Ajax       | 32    | 4     | Eredivisie     |
| 1977/78 | Ajax       | 32    | 2     | Eredivisie     |
| Totaal  | Totaal     | 235   | 77    |                |